# Notoreas anthracias
Notoreas anthracias là một loài bướm đêm trong họ Geometridae.